# Giovanni Galbaio
Giovanni Galbaio was 775-804 de zesde doge van Venetië.
Hij was de zoon van Maurizio Galbaio, zijn voorganger met wie hij van 775 tot 787 als tweede doge regeerde, maar hij bleek niet diens leiderscapaciteiten te bezitten. In zijn tijd was het Frankenrijk een steeds grotere bedreiging van de onafhankelijke positie van Venetië, op papier nog steeds een Byzantijns hertogdom. Karel de Grote maakte een einde aan het rijk van de Longobarden en verbond zich met paus Stefanus III in Rome. Ook de clerus in Venetië was voor een deel pro-Frankisch en om een tegewicht hiertegen te vormen, trachtte de doge een pro-Byzantijnse bisschop te laten wijden. Hiermee kwam hij in aanvaring met de Patriarch van Grado, die op last van de doge vermoord werd. Dit leidde tot een pro-Frankische staatsgreep. Giovanni en zijn zoon Maurizio -zijn gedoodverfde opvolger- werden door de tribuun Obelerio Antenoreo gedwongen in ballingschap te gaan. Obelario werd de nieuwe doge.